# 千葉邦胤
千葉 邦胤（ちば くにたね）は、戦国時代の武将。千葉氏の第29代当主。第27代当主・千葉胤富の次男（三男とも）。法阿弥。

## 生涯
兄で先代当主の千葉良胤が反後北条氏の姿勢を見せたため、家臣の手によって追放されたことを受けて家督を継いだ。1571年（元亀2年）11月望日に里見義弘の圧迫を避けるために佐倉妙見宮において元服が行われた（『千学集抄』）。1582年（天正10年）に織田信長の重臣・滝川一益が関東に進出して邦胤にも信長への使者の派遣を促す使者が送られた際には拒絶している。
北条氏と婚姻を結ぶと、北条氏の求めに応じて幾度も出陣し、隣国はその武勇を畏れ、千葉家の一族・家臣はその恵みを慕ったという（千葉大系図）。
1585年（天正13年）新年の祝賀の席にて、近習の桑田（一鍬田とも）孫五郎の放屁を叱責したところ、恨みを持たれ、5月1日夜、就寝中に短刀で刺され、6日後に死亡した（『千葉伝考記』）。享年29。嫡男には千葉重胤がいたが、幼少であることを理由に北条氏の干渉を受けて北条氏政の実子である千葉直重が継いだ。
佐倉市の海隣寺にある海隣寺中世石塔群の石塔には、刻まれた銘文から邦胤の菩提を弔ったものも含まれる。